# Ichthyosaurus anningae
Ichthyosaurus anningae es una especie extinta de ictiosaurio del género Ichthyosaurus que vivió durante el Jurásico Inferior, y fue formalmente descrita en 2015 a partir de un fósil encontrado a principios de 1980 en Dorset, Inglaterra. La especie fue nombrada en honor de la paleontóloga, coleccionista y comerciante de fósiles inglesa Mary Anning, que descubrió el primer ictiosaurio fósil en ser reconocido científicamente.

## Descubrimiento
El fósil fue adquirido por el Museo de Doncaster, donde se identificó inicialmente como un molde de yeso. En 2008, Dean Lomax, de la Universidad de Mánchester, lo reconoció como verdadero y trabajó con Judy Massare, de la Universidad Estatal de Nueva York, para establecerlo como una nueva especie.
Lomax dijo:

Es un honor nombrar una nueva especie, pero ponerle el nombre de alguien que está entrelazado con un papel tan importante en ayudar a esculpir la ciencia de la paleontología, especialmente en Gran Bretaña, es algo de lo que estoy muy orgulloso. De hecho, uno de los especímenes de nuestro estudio ¡fue encontrado por la propia Mary! La ciencia es impresionante.